# Лілі-Роуз Депп
Лі́лі-Ро́уз Ме́лоді Депп (англ. Lily-Rose Melody Depp; нар. 27 травня 1999, Париж, Франція) — американсько-французька акторка, модель та співачка.

## Ранні роки
Народилася 27 травня 1999 року в Американському шпиталі в Парижі, Франція, у родині французької співачки і акторки Ванесси Параді та американського актора Джонні Деппа. Вона старша дитина в сім'ї, має молодшого брата Джона «Джек» Крістофер Депп III (нар. 9.4.2002). Перші роки провела у французькому маєтку Ле-План-де-ла-Тур, неподалік від Сен-Тропе. Лілі-Роуз Депп є нащадкою колоніальної афроамериканської борчині за свободу Елізабет Кі Грінстед. Вона стверджує, що має корінне американське коріння через свого батька.[джерело?]

## Кар'єра
З дитинства Лілі-Роуз брала участь в театральних шкільних постановках, які відвідували її батьки. Першим професійним акторським кроком в її кар'єрі став фільм «Бивень» (2014) американського режисера Кевіна Сміта, в якому вона зіграла епізодичну роль продавчині в супермаркеті. Компанію по знімальному майданчику їй склали батько і подруга, донька Кевіна Сміта — Гарлі Квінн Сміт. У інтерв'ю журналу «Love» (2015) Лілі-Роуз Депп сказала, що саме після цього фільму захотіла стати акторкою. Кевін Сміт написав спін-офф до фільму, «Йогануті» (2016), прем'єра якого відбулася на кінофестивалі «Санденс». У «Йоганутих» Депп і Сміт виконали головні ролі. Депп також з'явилася у фіналі трилогії «Щелепи лося».
У 2015 році Депп підписала контракт на зйомки фільму «Планетаріум» (2016, режисерка Ребекка Злотовськи) з Наталі Портман у головній ролі. У тому ж році стало відомо про інший проєкт у кар'єрі Депп — фільм «Танцівниця», де вона втілила юну Айседору Дункан, за яку була номінована на здобуття французької кінопремії «Люм'єр» 2017 року як найкраща молода акторка.
Окрім кінопроєктів, Лілі-Роуз Депп взяла участь в зйомках кліпу «All Around the World» ірландського репера Реджі Сноу, який набрав до кінця 2015-го понад 660 000 переглядів.
У квітні 2015 року дебютна фотосесія юної Депп з'явилась на сторінках австралійського журналу Oyster. У липні 2015-го стало відомо, що Депп стала музою Карла Лагерфельда та офіційною амбасадоркою модного будинку Chanel, представляючи рекламну кампанію окулярів Pearl (колекція осінь-зима 15/16). У модельній кар'єрі Депп фотосесії для таких друкованих видань, як Gala, Grazia, Vogue.
У вересні 2022 року отримала роль у фільмі «Носферату» Роберта Еґґерса.

## Особисте життя
Лілі-Роуз Депп ретельно приховує своє особисте життя від публіки. Їй приписували романи з Ешем Стайместом і Стеллою Максвелл.
У серпні 2015 року Депп взяла участь у проєкті Self Evident Truths, мета якого — легалізація одностатевих шлюбів, боротьба з гомофобією і безпека сексуальних меншин. Цим вона визнала свою негетеросексуальність.
Ім'я Лілі-Роуз Депп потрапило до списку молодих знаменитостей, які не бояться відкрито говорити про проблеми суспільства, складеного журналом «Movie Pilot», разом з такими представниками шоу-бізнесу як Джейден Сміт, Зендея, Амандла Стенберг, Джон Боєга, Трой Сіван і Роуен Бланчард.

## Фільмографія
| Рік  |   | Українська назва  | Оригінальна назва | Роль                  |
| ---- | - | ----------------- | ----------------- | --------------------- |
| 2014 | ф | Бивень            | Tusk              | дівчинка-клерк        |
| 2016 | ф | Йогануті          | Yoga Hosers       | Колін Колетт          |
| 2016 | ф | Танцівниця        | La Danseuse       | Ісідора Дункан        |
| 2016 | ф | Планетаріум       | Planetarium       | Кейт Барлоу           |
| 2018 | ф | Звірі             | Les fauves        | Лаура                 |
| 2018 | ф | Чесний чоловік    | L'Homme fidèle    | Ева                   |
| 2019 | ф | Король            | The King          | Катерина Валуа        |
| 2021 | ф | Трафік            | Crisis            | Еммі Келлі            |
| 2021 | ф | Покоління Вояджер | Voyagers          | Села                  |
| 2021 | ф | Тиха ніч          | Silent Night      | Софі                  |
| 2021 | ф |                   | Wolf              | Сесіль                |
| 2023 | с | Ідол              | The Idol          | Джоселін (5 епізодів) |
| 2024 | ф | Носферату         | Nosferatu         | Еллен Гаттер          |
| 2026 | ф |                   | Werwulf           |                       |

## Нагороди і номінації
| Нагороди та номінації Лілі-Роуз Депп | Нагороди та номінації Лілі-Роуз Депп    | Нагороди та номінації Лілі-Роуз Депп | Нагороди та номінації Лілі-Роуз Депп | Нагороди та номінації Лілі-Роуз Депп |
| Рік                                  | Категорія                               | Фільм                                | Результат                            | Дж.                                  |
| ------------------------------------ | --------------------------------------- | ------------------------------------ | ------------------------------------ | ------------------------------------ |
| Премія «Люм'єр»                      |                                         |                                      |                                      |                                      |
| 2017                                 | Найкраща молода акторка                 | Танцівниця                           | Номінація                            | [ 9 ]                                |
| Премія «Сезар»                       |                                         |                                      |                                      |                                      |
| 2017                                 | Найперспективніша акторка               | Танцівниця                           | Номінація                            | [ 20 ]                               |
| 2019                                 | Найперспективніша акторка               | Чесний чоловік                       | Номінація                            | [ 21 ]                               |
| Приз Ромі Шнайдер                    |                                         |                                      |                                      |                                      |
| 2019                                 | Найкраща молода акторка                 |                                      | Номінація                            | [ 22 ] [ 23 ]                        |
| Премія «Супутник»                    |                                         |                                      |                                      |                                      |
| 2025                                 | Найкраща жіноча роль у кінофільмі       | Носферату                            | Номінація                            | [ 24 ]                               |
| 2025                                 | Найкращий акторський склад у кінофільмі | Носферату                            | Перемога                             | [ 24 ]                               |